# Музей петербургского авангарда
Музей петербургского авангарда — музей в Санкт-Петербурге, посвящённый русскому авангарду, бывший дом Михаила Матюшина и Елены Гуро. Филиал ГМИ СПб.

## История дома
Дом 10 по Песочной улице (ныне — улица Профессора Попова) был построен в середине XIX века для купца Балашова.
В 1891 году его купил уже у купца Алонкина журналист В. О. Михневич.
В 1894 году дом был перестроен.
В те годы, когда дом принадлежал В. О. Михневичу, был достроен второй этаж по проекту архитектора Е. П. Вейнберга.
В 1904 году Михневич завещал свой дом Обществу для пособия нуждающимся литераторам и учёным (Литературному фонду).
В основном помощь Литературного фонда писателям заключалась в предоставлении средств, которых, как правило, не хватало. В фонде состояли более 55 писателей, его председателями в разные годы являлись А. П. Заблоцкий-Десятовский, Я. К. Грот, Г. К. Репинский, В. П. Гаевский, Н. С. Таганцев, В. И. Сергеевич, К. К. Арсеньев, В. А. Манассеин.
В то время, когда дом принадлежал Литературному фонду, квартиры в нём предоставлялись бесплатно наиболее нуждающимся писателям и их семьям или сдавались в аренду за скромную плату.

## Центр русского авангарда
В 1912—1923 годах в квартире 12 жил выдающийся деятель русского авангарда — живописец, скрипач и композитор Михаил Матюшин (1861—1934) с супругой Еленой Гуро (1877—1913).
В 1910—1920-е годы дом стал своеобразной штаб-квартирой русских футуристов. Здесь часто бывали К. Малевич, П. Филонов, коллеги Матюшина по ГИНХУК братья и сёстры Эндер, Валида Делакроа, Николай Костров, Евгения Магарил, литераторы Максим Горький и Алексей Крученых, жили и работали В. Маяковский и В. Хлебников.
В 1942—1944 годах в доме жил писатель В. В. Вишневский.

## Создание музея
В 1977 году дом Матюшина был передан Государственному музею истории Ленинграда. Тем не менее, никакого музея в нём организовано не было — все 1980-е годы дом стоял заколоченным, медленно разрушался, а под конец десятилетия служил ночлежкой для бездомных. В 1990 году дом сгорел и только через несколько лет был отстроен заново.
В апреле 2004 года было принято решение открыть в доме Матюшина Музей петербургского авангарда. Открытие состоялось в декабре 2006 года.

## Экспозиция
Музей демонстрирует основные этапы становления и многообразие петербургской авангардной культуры. Представлена коллекция живописи и графики (произведения Михаила Матюшина, Елены Гуро, Алексея Ремизова, Николая Кульбина, Владимира Стерлигова, художников школ Малевича и Филонова), предметы, книги, манифесты, брошюры, фотографии, публикации, связанные с историей авангардного движения 1910—1930 годов.
Два зала постоянной музейной экспозиции посвящены петербургскому авангарду до и после 1917 года. О 1920—1930 годах рассказывают экспонаты, связанные с организацией и работой в Петрограде-Ленинграде ГИНХУКа, с историей формирования вокруг ведущих художников-авангардистов — Малевича, Матюшина, Филонова — школ учеников и последователей.
Воссозданная мастерская Михаила Матюшина и комната Елены Гуро составляют мемориальную часть экспозиции.
Известно, что Матюшин ещё в молодости изготавливал скрипки своими руками, а также инструменты — в экспозиции музея представлено множество его инструментов ручной работы.